# NRA Precision Pistol
NRA Precision Pistol, anteriormente conhecida como NRA Conventional Pistol, é uma disciplina nacional de tiro ao alvo organizada nos Estados Unidos pela NRA. A ênfase está na exatidão (se manter próximo do alvo) e precisão (manter o grupamento mínimo), e os participantes disparam revólveres em alvos de papel a distâncias e limites de tempo fixados. Outras organizações nos Estados Unidos e no Canadá estabeleceram regras e mantêm registros de disciplinas semelhantes, incluindo o Civilian Marksmanship Program (CMP) nos Estados Unidos.
A "Bullseye pistol" foi a inspiração para o evento internacional da ISSF conhecido como pistola padrão a 25 metros (82 pés), e como os eventos de pistola ISSF, o desenvolvimento das habilidades necessárias para disparar empunhando com apenas uma das mãos em alvos de 5,5 in (14,0 cm) e 8 in (20,3 cm) a distâncias de 25 yd (22,9 m) e 50 yd (45,7 m), respectivamente, requerem treinamento considerável para obter proficiência.

## Partidas
As partidas de NRA Precision Pistol podem ser realizadas usando várias combinações. A base para as partidas, é o chamado "900", que normalmente inclui:
- 2 estágios de fogo lento, cada um consiste em 10 tiros a 50 yd (45,7 m) em um alvo NRA B6. O diâmetro do alvo é 8 in (20,3 cm)
- 1 "National Match Course" consistindo em um estágio de 10 tiros de fogo lento a 50 yd (45,7 m), dois estágios de 5 tiros de fogo cronometrado a 25 yd (22,9 m) e dois estágios de 5 tiros de fogo rápido a  25 yd (22,9 m).
- 4 estágios de fogo cronometrado, cada um consiste em 5 tiros em 20 segundos a 25 yd (22,9 m) em um alvo NRA B8. O diâmetro do alvo é5,5 in (14,0 cm).
- 4 estágios de fogo rápido, cada um consiste em 5 tiros em 10 segundos a 25 yd (22,9 m) em um alvo NRA B8. O diâmetro do alvo é 5,5 in (14,0 cm).

Com esses 90 tiros, se a precisão for absoluta, a contagem chega a 900 pontos, daí o nome "900".
Tendo o "900" como base, outras combinações podem ser feitas. Em geral repetem esse mesmo circuito com armas diferentes, portando, se forem 2 armas chega-se ao "1800" se forem 3 armas chega-se ao "2700". É bem possível e provável que clubes e associações locais, façam suas próprias combinações.